# Playground Games
Playground Games ist ein britisches Entwicklerstudio aus dem englischen Leamington Spa, das 2010 von langjährigen Rennspiel-Entwicklern gegründet wurde. Das Unternehmen ist bekannt für die Entwicklung von Forza Horizon, einem Serienableger der größeren Forza-Reihe von Microsoft und dessen Spielesparte Xbox Game Studios. Seit Juni 2018 ist Playground Games ein Tochterunternehmen von Microsoft.

## Geschichte
Im November 2009 kündigten die ehemaligen Codemasters-Mitarbeiter Trevor Williams und Nick Wheelwright die Gründung eines neuen Studios für 2010 an. Zu den Gründern zählten auch die Codemasters-Entwickler Gavin Raeburn und Ralph Fulton. Viele Mitarbeiter hatten zuvor bei britischen Entwicklerstudios wie Codemasters, Bizarre Creations, Criterion Games, Ubisoft Reflections, Slightly Mad Studios, Black Rock Studio, Juice Games, Sony Liverpool an Rennspielen gearbeitet.
Auf der Microsoft Showcase Veranstaltung 2012 in Kalifornien kündigten Playground Games ihr erstes eigenes Projekt Forza Horizon an. Der Titel wurde in Kooperation mit Turn 10 Studios entwickelt und von Microsoft am 23. Oktober 2012 für die Xbox 360 und später auch für die Xbox One veröffentlicht. Im September 2014 veröffentlichte das Studio Forza Horizon 2 für die Xbox 360 und Xbox One und erreichte gute Kritiken. Forza Horizon 3 wurde am 27. September 2016 für die Xbox One und Windows 10 veröffentlicht und erreichte eine Wertung von 91 auf Metacritic, womit es unter den höchstbewerteten Xbox-One-exklusiven Spielen steht. 2018 übernahm Microsoft das Unternehmen.
Am 10. Juni 2018 wurde während der E3 2018 bekanntgegeben, dass Playground Games von Microsoft übernommen wurde und nun ein Teil der Microsoft Studios (jetzt als Xbox Game Studios bekannt) ist.
Im Januar 2022 wurde berichtet, dass Mitbegründer und Studioleiter Gavin Raeburn Playground Games verlassen hat, während GM Trevor Williams ihn als Studioleiter ersetzt hat.
Im Januar 2023 wurde berichtet, dass mehrere leitende Mitarbeiter (Mike Brown, Matt Craven, Gareth Harwood, Tom Butcher, Ben Penrose, Fraser Stachan) das Studio verlassen, und ein eigenes Studio gründen (Maverick Games), da sie mehr kreative Freiheit wollten.

## Spiele
| Titel           | Jahr           | Plattform                          |
| --------------- | -------------- | ---------------------------------- |
| Forza Horizon   | 2012           | Xbox 360                           |
| Forza Horizon 2 | 2014           | Xbox 360, Xbox One                 |
| Forza Horizon 3 | 2016           | Windows, Xbox One                  |
| Forza Horizon 4 | 2018           | Windows, Xbox One, Xbox Series X/S |
| Forza Horizon 5 | 2021           | Windows, Xbox One, Xbox Series X/S |
| Fable           | in Entwicklung | Windows, Xbox Series X/S           |